# Bulletin of Materials Science
Das Bulletin of Materials Science, kurz Bull. Mater. Sci., ist eine wissenschaftliche Fachzeitschrift, die von der Indian Academy of Sciences (IAS) in Kollaboration mit der Materials Research Society of India (MRSI), der Indian National Science Academy (INSA) und dem Springer-Verlag herausgegeben wird.

## Geschichte
Das Journal wurde 1979 gegründet und erscheint zweimonatlich. Im Jahr 2019 ist es auf die elektronische Ausgabe umgestellt worden. Zur Referenzierung sind Autor(en), Jahr, Artikeltitel, Zeitschriftenname, Jahrgang, Artikelnummer und DOI angegeben.

## Beschreibung und Inhalte
Im Journal erscheinen Forschungs- und Übersichtsartikel sowie Kurzmitteilungen in allen Bereichen der Materialwissenschaften. Darüber hinaus werden Sonderausgaben zu speziellen Themenschwerpunkten in unregelmäßigen Abständen veröffentlicht. Die Forschungsartikel durchlaufen zur Qualitätssicherung das Peer-Review-Verfahren (Begutachtung von wissenschaftlichen Texten).
Der Chefredakteur der Zeitschrift ist B. L. V. Prasad vom Centre for Nano and Soft Matter Sciences, Bengaluru.

## Impact Factor
Der Impact Factor des Bulletin of Materials Science beträgt laut dem mitherausgebenden Springer-Verlag 1,8 für das Jahr 2022, im Fünfjahresmittel lag er bei 1,9.

## Chefredakteure des Bulletin of Materials Science
- B. L. V. Prasad (?– )
- G. U. Kulkarni (2017–?)
- A. K. Shukla (2010–2016)
- S. B. Krupanidhi (2005–2010)
- K. J. Rao (1995–2004)
- P. Rama Rao (1989–1994)
- C. N. R. Rao (1979–1988)